# Drăgășani
Drăgăşani é uma cidade da Roménia com 22 499 habitantes, localizada no judeţ (distrito) de Vâlcea.
Drăgăşani é um antigo centro de crescimento e produção vinícola. No século dezasseis, localizam-se aqui as vinhas de Buzescu, Ghica, Ştirbei e Bibescu e até de Prince Matei Basarab.